# Grégoire VIII (antipape)
Pour les articles homonymes, voir Bourdin et Grégoire.
Grégoire VIII (Maurice Bourdin), né  dans les environs d'Uzerche, dans le Limousin (duché d'Aquitaine) et mort en 1137, est d'abord moine de l'abbaye d'Uzerche, puis  moine de Cluny, archevêque de Braga et, poussé par l'empereur germanique Henri V, antipape de 1118 à 1121.

## Biographie
Originaire du Limousin, Maurice Bourdin se fait moine à l'abbaye de Cluny. Appelé en Espagne par l'archevêque de Tolède, Bernard, en 1088, diacre à Tolède, il est élu évêque de Coïmbra en 1099 et, 10 ans plus tard, archevêque de Braga au Portugal. Comme archevêque de Braga il sacre l'empereur Henri V du Saint-Empire malgré la défense du pape.
Caractère ambitieux et difficile, il s'oppose, dans un conflit de juridiction, à son protecteur Bernard de Sédirac, archevêque de Tolède. Le pape Pascal II tranche en sa faveur en 1114. Cependant, se voyant un meilleur avenir auprès de Henri V, l'archevêque de Braga se tourne contre le pape lorsque celui-ci tente de restreindre ses privilèges.
Mécontent du choix fait lors de l'élection de Gélase II, Henri V occupe Rome, met en fuite le pape Gélase et utilisant son protégé (consentant) le fait élire en 1118 sous le nom de Grégoire VIII.
Bientôt, pour des raisons politiques, ce prince lui retire son soutien. En 1121, assiégé dans Sutri par les Normands, partisans de Calixte II, successeur de Gélase, il est fait prisonnier et enfermé dans un monastère, puis au château de Fumone, dans le Latium. En 1137 il meurt à l'abbaye bénédictine de Cava de' Tirreni.